# Nový Dvůr (Řeřichy)
Nový Dvůr (německy Neuhof) je malá vesnice, část obce Řeřichy v okrese Rakovník ve Středočeském kraji. V roce 2011 zde trvale žilo patnáct obyvatel. Na návsi se nachází dřevěná zvonička a litinový zvon přibližně z roku 1840.

## Historie
První písemná zmínka o vesnici pochází z roku 1845.

## Obyvatelstvo
Podle sčítání lidu z roku 1930 měla vesnice 96 obyvatel Československé národnosti, z nichž bylo 68 římských katolíků, šest evangelíků, jeden člen církve československé a 21 lidí bez vyznání.
| Rok            | 1869 | 1880 | 1890 | 1900 | 1910 | 1921 | 1930 | 1950 | 1961 | 1970 | 1980 | 1991 | 2001 | 2011 | 2021 |
| -------------- | ---- | ---- | ---- | ---- | ---- | ---- | ---- | ---- | ---- | ---- | ---- | ---- | ---- | ---- | ---- |
| Počet obyvatel | 89   | 90   | 104  | 101  | 84   | 91   | 96   | 54   | 45   | 34   | 26   | 18   | 12   | 15   | 18   |
| Počet domů     | 13   | 15   | 14   | 17   | 18   | 19   | 20   | 19   | 19   | 13   | 8    | 10   | 9    | 10   | 10   |

## Obecní správa
Při sčítání lidu v letech 1850–1929 Nový Dvůr byl osadou obce Šanov v okrese Rakovník. V letech 1930–1979 byl částí obce Řeřichy, se kterým patřil nejprve do okresu Podbořany, ale od roku 1960 v okrese Rakovník. Od 1. ledna 1980 do 23. listopadu 1990 byl částí obce Zavidov v okrese Rakovník. Od 24. listopadu 1990 je opět částí obce Řeřichy v okrese Rakovník.